# Zaza
Los zaza o dimilis son una etnia irania minoritaria del este de Anatolia. Viven principalmente en las provincias orientales de Anatolia, como Adıyaman, Aksaray, Batman, Bingöl, Diyarbakır, Elazığ, Erzurum, Erzincan, Gumushane, Kars, Malatya, Mus, Sanliurfa, Sivas y Tunceli. Los zazas constituyen el cuarto grupo étnico más grande de Turquía, después de los turcos, kurdos y árabes.
La cultura zaza y su idioma muestran algunas similitudes con otros pueblos iranios, como los guilakíes, kurdos, mazandaraníes, persas y otros. Los zazas son musulmanes y se dividen en dos ramas del islam: sunismo y aleví. Los zazas sunitas viven en el centro y sur de la geografía zaza y la fracción aleví vive en el norte de la geografía.

## Idioma
La lengua Zazaki es una lengua perteneciente a la rama del noroeste iraní del grupo de lenguas iraníes de la familia de lenguas indoeuropeas. El idioma zaza está clasificado por SIL International como un macrolenguaje, que incluye las variedades de Zaza del sur y Zaza del norte. Otras autoridades lingüísticas internacionales, el Ethnologue y el Glottolog también clasifican la lengua zaza como una macrolengua compuesta por dos lenguas distintas (Zaza del sur y Zaza del norte). Las lenguas más cercanas al zazaki en términos de gramática, genética, lingüística y vocabulario son el talish, el tati, el guilakí, el mazandaraní y las lenguas de Semnán y Sangesar, hablados a orillas del mar Caspio.
Jost Gippert demostró que la lengua zaza está muy estrechamente relacionada con el parto en términos de fonética, morfología, sintaxis y léxico, y que comparte muchas palabras comunes con el parto, y que zazaki puede ser un dialecto vestigial del parto que sobrevivió hasta la época de lengua parta. Aparte de esto, el idioma zaza es similar al persa medio, el idioma escrito del Imperio sasánida, en términos de estructura lingüística y vocabulario.
Lingüistas y eruditos que realizaron investigaciones sobre zaza y la lengua zaza como Friedrich Carl Andreas, Karl Hadank, Vladimir Minorski, David.N. Mackenzie, Artur Christensen y William Burley Lockwood han determinado que el idioma zaza está estrechamente relacionado con los idiomas hablados en la histórica región de Daylam y manifestaron que los Zaza migraron por la histórica región de Daylam y llegaron a la zona donde hoy viven.